# Салев, Юрий Александрович
Ю́рий Алекса́ндрович Са́лев (6 июня 1981 года, Свердловск) — российский дартсмен. Многократный чемпион России, победитель и призёр международных и всероссийских соревнований. Занимает первое место по количеству золотых медалей чемпионатов России по дартсу среди мужчин (19). Мастер спорта России.

## Биография
Начинал заниматься дартсом в спортшколе «Виктория» у Владимира Гута. В 16 лет стал двукратным чемпионом России, победив в парном разряде вместе с Игорем Мантуровым, а также взяв золото в командном чемпионате России.
В нулевые годы входил в двадцатку сильнейших дартсменов-любителей Европы по среднему набору.
Один из немногих дартсменов, который побеждал во всех зачётах чемпионата России (личный, парный, командный, американский крикет и микст).
В 2004 году в составе сборной России принимал участие в Кубке Европы WDF. Обыграв в предварительном раунде немца Колина Райса (4:1), в основной сетке Салев уступил Деннису Линдскёльду из Дании — 3:4.

## Достижения

### Личные
- Чемпион России (2001, 2002, 2003)

### Американский крикет
- Чемпион России (2004)

### Парные
- Чемпион России (1997, 2001, 2002, 2004, 2005)

### Микст
- Чемпион России (2000, 2001, 2002, 2003)

### Командные
- Чемпион России (1997, 1998, 2000, 2001, 2002, 2005)